# 단분자층
단분자층이란 영어로 Monolayer라고 표기된것을 번역한 말로, 분자 하나의 두께를 지닌 다른 분리된(isolate) 분자막을 의미한다. 이러한 막은 서로 다른 무극성과 극성 모두를 지닌 어떠한 물질이 극성 혹은 무극성 물질과 접촉한 표면상에서 발생하며, 액체로 이루어진 물질이 얇게 펴지며 생성된다. 1980년대부터 단일막을 형성하는 물질이 많이 소개되었으나(개발되거나) 폴리머등의 거대분자를 포함하는 반극성 물질로 이루어진 것들도 보인다